# Strojnogłowik nadbrzeżny
Strojnogłowik nadbrzeżny (Arremon phygas) – gatunek małego ptaka z rodziny pasówek (Passerellidae). Opisany po raz pierwszy w 1912. Początkowo uznawany był za podgatunek strojnogłowika obrożnego (Arremon torquatus), którego zasięg występowania rozciągał się od Kostaryki do północnej Argentyny. Gatunek ten podzielono jednak na osiem gatunków, z których strojnogłowik nadbrzeżny ma jeden z najmniejszych zasięgów występowania. Jest endemitem przybrzeżnych pasm górskich północno-wschodniej Wenezueli (w tym półwyspu Paria, od którego pochodzi jego angielska nazwa Paria Brushfinch). Jest gatunkiem narażonym na wyginięcie.

## Systematyka
Takson ten po raz pierwszy zgodnie z zasadami nazewnictwa binominalnego opisał Hans von Berlepsch, nadając mu nazwę Buarremon torquatus phygas, czyli uznając go za podgatunek strojnogłowika obrożnego. Opis ukazał się w 1912 roku w materiałach z V Międzynarodowego Kongresu Ornitologicznego w Berlinie w 1910; jako miejsce typowe autor wskazał Los Palmales w Wenezueli (w stanie Sucre). Dawniej strojnogłowik nadbrzeżny zaliczany był do rodzaju Atlapetes lub do nieuznawanego już Buarremon. Obecnie zaliczany jest do rodzaju Arremon. Takson Arremon torquatus, za którego podgatunek strojnogłowik nadbrzeżny był uznawany, podzielono na aż 8 gatunków – oprócz strojnogłowika nadbrzeżnego są to: strojnogłowik szarobrewy (A. assimilis), strojnogłowik szaropręgi (A. costaricensis), strojnogłowik kolumbijski (A. basilicus), strojnogłowik górski (A. perijanus), strojnogłowik obrożny (A. torquatus), strojnogłowik wyżynny (A. atricapillus) i strojnogłowik płowy (A. phaeopleurus). Nie wyróżnia się podgatunków.

### Etymologia
- Arremon: gr. αρρημων arrhēmōn, αρρημονος arrhēmonos „cichy, bez mowy”, od negatywnego przedrostka α- a-; ῥημων rhēmōn, ῥημονος rhēmonos „mówca”, od ερω erō „będę mówić”, od λεγω legō „mówić”[11].
- phygas: gr. φυγας, φυγαδος phugas, phugados – zbiegły, ulotny, wygnaniec, gr. φευγω pheugō – uciekać[12].

## Morfologia
Nieduży ptak ze średniej wielkości, dosyć długim dziobem w kolorze czarnym. Tęczówki kasztanowobrązowe. Nogi czarniawe. Brak dymorfizmu płciowego. Góra głowy i twarz czarne z trzema paskami – szarym śladowym środkowym paskiem ciemieniowym oraz białymi paskami nad łukami brwiowymi, rozciągającymi się od obszaru nad tylną częścią oka do tyłu szyi. Wokół szyi dosyć wąski pasek w formie obroży, w dolnej części czarny, w górnej szary, który nie występuje na karku. Gardło, podgardle i podbródek białe. Górna część ciała, skrzydła i ogon oliwkowozielone. Białawo-szare upierzenie brzucha przechodzi w szarawe, a następnie w szaro-cynamonowe w okolicach kupra. Długość ciała z ogonem: 19 cm.

## Zasięg występowania
Strojnogłowik nadbrzeżny jest endemitem przybrzeżnych pasm górskich w północno-wschodniej części Wenezueli. Występuje w północnej części stanu Anzoátegui, w stanie Sucre i północnej części stanu Monagas. Jest gatunkiem osiadłym. Jego zasięg występowania według szacunków organizacji BirdLife International obejmuje 10,4 tys. km².

## Ekologia
Głównym habitatem strojnogłowika nadbrzeżnego jest runo leśne i podszyt wilgotnego lasu górskiego, czasami na jego obrzeżach; występuje na wysokościach od 920 do 1500 m n.p.m.
Brak informacji o diecie tego gatunku. Wiadomo tylko, że żeruje na ziemi, przeszukując dziobem ściółkę. Występuje pojedynczo lub w parach. Długość pokolenia jest określana na 3,8 lat.

### Rozmnażanie
Niewiele wiadomo o rozmnażaniu tego gatunku. Sezon lęgowy trwa od maja do lipca.

## Status
W Czerwonej księdze gatunków zagrożonych IUCN strojnogłowik nadbrzeżny klasyfikowany jest jako gatunek narażony (VU – Vulnerable). Liczebność populacji nie jest określona, zaś jej trend jest uznawany za spadkowy ze względu na niszczenie siedlisk. Jest opisywany jako rzadki i prawdopodobnie występujący bardzo lokalnie.